# Usine d'aiguilles de Mérouvel
L'usine d'aiguilles de Mérouvel est un ancien ensemble industriel situé à L'Aigle en France.

## Localisation
Les bâtiments sont situés dans le département français de l'Orne, à l'ouest de l'agglomération de L'Aigle, au lieu-dit Mérouvel, au bord de la Risle. 

## Architecture
Les façades et les toitures du bâtiment principal au nord, de la maison patronale à l'ouest et de la forge à l'est, ainsi que le système hydraulique comprenant le bief et ses vannes, sont inscrits au titre des monuments historiques par arrêté du 6 mai 1987.